# 贝赫罗尔
贝赫罗尔（Behror），是印度拉贾斯坦邦Alwar县的一个城镇。总人口22829（2001年）。

## 人口
该地2001年总人口22829人，其中男性12265人，女性10564人；0—6岁人口3610人，其中男1951人，女1659人；识字率69.91%，其中男性为78.12%，女性为60.37%。